# Karl Haraldsson
Karl Haraldsson, omnämnd på 1280-talet, var en svensk lagman.
Han var lagman i Värmlands lagsaga på 1280-talet. Han finns med bland de som skrev under Alsnö stadga, 1280.